# 溪山清远图
《溪山清远图》，南宋画家夏圭所作。纸本墨画，长卷。全卷纵46.5厘米、横889.1厘米。现收藏于臺北國立故宮博物院。 

## 作者背景
夏圭（公元12世纪末－13世纪初）亦称夏珪，字禹玉，钱塘（今浙江杭州）人，生卒不详，宁宗赵扩（1195－1224）朝时画院待诏，赐金带。以擅绘山水而与同代的李唐、刘松年、马远一起被并称为“南宋四家”。在四家之中，夏圭以善于剪裁与美化自然景物的“边角景”构图，与同僚马远齐名，号称“马夏”。《山水家法》论他“气韵尤高，宜为一代名士”；《图绘宝鉴》评他：“院人中画山水，自李唐以下无出其右者也”，以此可见其在画史之中的地位。夏圭在画史之中的地位虽然显赫，但存留作品不多，且历来学术界对他的作品存在很大争议，直至目前尚很少有作品被一致公认是他的真迹。

## 画作赏析
《溪山清远图》作者描绘晴日江南江湖两岸山色空蒙、清净旷远的湖光山色，全图大致可分五段欣赏：
第一段：画面从雾中之景开始，近处巨崖大石，清晰可见；远处山色迷蒙。接着描绘一片茂盛的松林，仿佛沐浴在阳光之中。密林深处隐现出楼阁院落，院前有小桥流水和往来行人。这一段大约是表现“茂林佳趣”。
第二段：过了松林，一片浩瀚的江水，呈现在眼前。近岸有几艘渔舟，远处是重重山影，依稀可见对岸迷蒙的绿树村舍。这一段可谓表现“清江写望”。
第三段：接着，有一座巨大的山崖，直插江边，似乎以异军突起之势，横截江流。起伏险峻的连山，显得非常深邃雄伟。江边一角有绿竹，草亭，还有几个人在悠闲漫步。远处茫茫江水，帆影浮动。这一段重点表现“重崖叠嶂”。
第四段：过了平缓的山坡，又见江天一色，令人感到豁然开朗，觉得山川无限幽远清旷。近处有一座亭台式的竹桥，通向水边的农家茅舍。小河边可见渔人撑渡，深山中还隐现出村居集市。这一段大约表现“山村幽居”。
第五段：接着画面出现危峰矗立，林木幽深。远处山势迷蒙，近处清溪萦回。最后以茂林村舍之景，结束全图（按：原图后面可能损失，末尾不像全图结束）。这段表现“奇峰孕秀，山川清远。”

## 构图章法

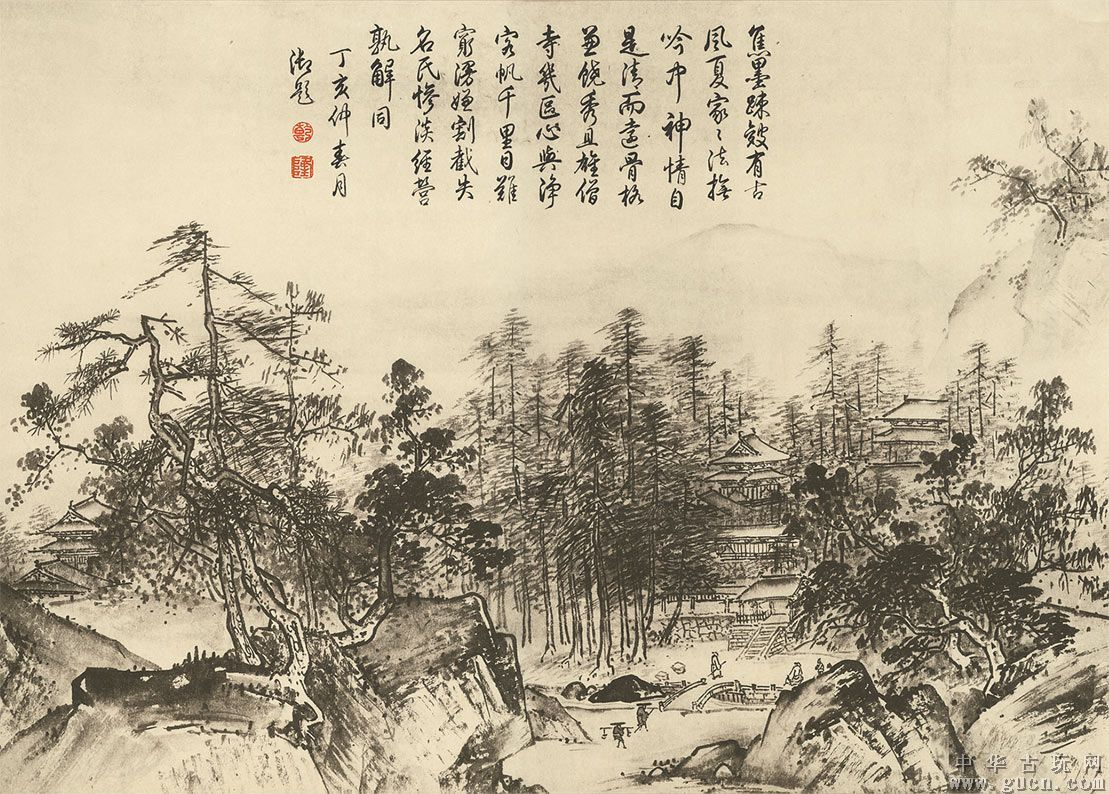
夏圭《溪山清远图（局部）》

从上面逐段观赏，可见画家夏圭布置景物，是经过周密的思考。他对山川自然之景作了很多的剪裁，并以简练、集中的手法，画出所要表现的景物，而且长卷每一个段落，都突出一个重心。同时画面前后自然连贯，洋溢着空疏灵秀之美。
《溪山清远图》作者以其熟悉的上虚下实的构图形式（所谓“半边”式）来布置景物，所描绘的山坡、巨石、江岸、树木、小桥等都集中在画面下部，甚至临近画边，这样画面景界显得非常开阔，给人一种登高俯视的感觉。同时画家以高远与平远交织互用，更丰富了山川的形式变化。深山与大水紧密结合、前后连贯自然，毫无拼凑的痕迹，是这幅长卷的成功之处。而且在中国山水画长卷中，很少有人布置景物，这样简练、空灵，这样充实而富有变化。

## 用墨技法
画家夏圭在这幅长卷中，非常重视墨色的浓淡对比，近景用墨较浓，远景墨色清淡。墨色的变化十分丰富,除了纯熟地使用层层加皴、加染的“积墨法”以外，往往加入“蘸墨法”，也就是先蘸淡墨，后在笔尖蘸浓墨，依次画去，墨色由浓渐淡，由湿渐枯，变化无常。再加上“破墨法”，以墨破水，以水破墨，以浓破淡，以淡破浓，使墨色苍润、灵动而鲜活。在此卷空旷的构图当中，此种丰富而淡雅的墨色，极其优美地营造了清净旷远的湖光山色。
在技法上，用笔刚劲、沉稳，线条简洁、疏松，明代文人画家董其昌赞美夏圭的笔法是“破圜为觚”。尤其巨石山崖，画家运用斧劈皴，既表现出山岩坚硬凝重的质感，又显示出雄伟的气概。

## 尾拖跋款
《溪山清远图》拖尾处有陈川等跋，卷中钤有“黔宁”、“公馀”两半印及清代鉴藏家宋权、宋荦及清内府等鉴藏印。此图曾著录于《盛京故宫书画录》、《南宋院画录》、《故宫书画录》。

## 作者之辨
虽然《溪山清远图》卷无作者落款，台湾学者李霖璨认为：“我们所以相信这幅长卷是夏禹玉氏手迹的原因，乃是由画家风格方面着眼……大斧劈皴，减笔人物，笔致犀利清润，墨色多焦与淡墨之对比……都是南宋夏圭的面目风采，我们对这种风采神交已久，所以展卷快睹，大家异口同声地都说：‘此非夏圭不办’——早于此尚没有这种画法（如李唐即较此繁细），晚于此的明朝戴进，又高跻不到这样的画界，即没有这样超脱的意境，优美又如此劲拔之笔墨。因此，由画家风格方面着手，大家都口无异词地把这卷归属于夏圭的名下，而且还公认为这是他存世的第一杰作。”
而按照一些日本学者的看法，《溪山清远图》卷的风格与南宋画风不符，从而将其判为明代的仿制品。日本近代的中国绘画史研究者经过鉴定诸多流传到日本的中国画，大都赞赏南宋画的微妙光线和云雾朦胧的意境，而很少赏识以笔法为中心的表现。在日本有许多类似《溪山清远图》卷中景物的夏圭画及日本画，特别是于15世纪到中国留学的日本僧侣画家雪舟的作品《山水》长卷中，能看到与《溪山清远图》卷接近的表现和笔法。这也有可能是使日本学者怀疑《溪山清远图》卷真实性的依据之一。总之，日本学者至今认为《溪山清远图》卷是明代的摹本。然而，很多日本以外的学者都高度欣赏《溪山清远图》卷的笔法变化和画面的律动感，认为它是明代画家不可能成就的作品。

## 外部連結
- 宋夏珪溪山清遠　卷< 故宮數位典藏系統 （页面存档备份，存于）